# Plauener SuBC
Der Plauener Sport und Ballspielclub war ein deutscher Fußballverein aus Plauen, der zwischen 1919 und 1945 existierte.

## Verein
Der Plauener SuBC entstand im Jahr 1919 aus einer Fusion des Plauener BC mit Apelles Plauen. Der Club agierte ab Mitte der 1920er Jahre in der Meisterschaft des Verbandes Mitteldeutscher Ballspiel-Vereine, scheiterte aber regelmäßig im Achtelfinale am Dresdner SC, VfB Leipzig sowie dem SV Brandenburg 01 Dresden.
Größter Erfolg der Vereinsgeschichte war der 1932 gewonnene mitteldeutsche Fußballpokal, den die Westsachsen mit einem 4:0-Endspielsieg über Wacker Halle erringen konnten. Der SuBC qualifizierte sich damit auch für die Deutsche Meisterschaft 1931/32, in welcher Plauen im Stadion Rote Erde dem FC Schalke 04 mit 4:5 n. V. im Achtelfinale unterlag. In der Spielzeit 1932/33 drang der SuBC noch einmal ins Viertelfinale des mitteldeutschen Pokals vor, musste sich aber dem späteren Finalisten Polizei-SV Chemnitz geschlagen geben.
1933 qualifizierten sich die Vogtländer für die neu geschaffene Gauliga Sachsen, eine der damals sechzehn höchsten deutschen Spielklassen. Die Liga wurde allerdings nur zwei Spielzeiten gehalten, bereits 1935 stieg der SuBC gemeinsam mit dem VfB Glauchau wieder ab. In der Folgezeit gelang dem Club keine Rückkehr in die sächsische Gauliga mehr, spielte aber bis 1944 in der zweitklassigen Fußball-Bezirksklasse Plauen-Zwickau. Während sich bei den Lokalrivalen VFC Plauen und Konkordia Plauen die Vereinsgeschichte auch in der DDR fortsetzte, blieb es für den SuBC zunächst bei der Auflösung von 1945. Der Verein wurde 1949 auf Anordnung der Landespolizeibehörde (Dresden) vom 2. März 1949 aus dem Vereinsregister gelöscht und das Vermögen eingezogen.

## Folgeverein
Im Dezember 2012 gründeten Plauener Fußballfans den Verein als SpuBC neu, nicht zuletzt um die Vorkriegsgeschichte zu bewahren. Nicht wenige Routiniers schlossen sich dem Verein an, so dass die Mannschaft nicht aussichtslos ins Rennen ging. Sein erstes Testspiel absolvierte SpuBC am 14. Juli 2013 beim FSV Viktoria Hof (2:2). In seinem ersten Kreispokalspiel im Vogtländischen Fußballverband bezwang der SpuBC am 27. Juli 2013 in der ersten Runde den 1. FC Ranch Plauen mit 3:2. Der SpuBC Plauen startete mit dem Punktspielbetrieb in der 1. Kreisklasse des Vogtländischen Fußballverbandes (11. Liga).

## Statistik
- Mitteldeutscher Fußballpokalsieger: 1932
- Teilnahme an der Gauliga Sachsen: 1933/34, 1934/35
- Teilnahme an der deutschen Meisterschaft: 1931/32